# 7565 Zipfel
7565 Zipfel (1988 RD11) là một tiểu hành tinh vành đai chính được phát hiện ngày 14 tháng 9 năm 1988 bởi S. J. Bus ở Cerro Tololo.